# Hirealagundi, Ron
Hirealagundi là một làng thuộc tehsil Ron, huyện Gadag, bang Karnataka, Ấn Độ.